# Tejeda
Tejeda – gmina w Hiszpanii, w prowincji Las Palmas, we wspólnocie autonomicznej Wysp Kanaryjskich, o powierzchni 103,3 km². W 2011 roku gmina liczyła 2119 mieszkańców.